# Csodatündér Barbie – Fairytopia
A Csodatündér Barbie – Fairytopia létrehozása vagy Barbie – Fairytopia (eredeti cím: Barbie: Fairytopia) egész estés amerikai 3D-s számítógépes animációs film, amelyet Walter P. Martishius és Will Lau rendezett. A forgatókönyvet Elise Allen és Diane Duane írta, a zenéjét Eric Colvin szerezte, a Lions Gate Entertainment készítette.
Amerikában 2005. március 8-án adták ki DVD-n.

## Szereplők
| Szereplő             | Eredeti hang        | Magyar hang       | Leírás                   |
| -------------------- | ------------------- | ----------------- | ------------------------ |
| Elina                | Kelly Sheridan      | Csondor Kata      | Barbie, Elina szerepében |
| Bibble               | Lee Tockar          | saját hangján     | Pipitée                  |
| Pitypang (Dandelion) | Tabitha St. Germain | Dögei Éva         |                          |
| Laverna              | Kathleen Barr       | Virághalmy Judit  |                          |
| Azura                | Venus Terzo         | Náray Erika       |                          |
| Dália                | Chiara Zanni        | Böhm Anita        |                          |
| Pohók (Hue)          | Mark Oliver         | Haás Vander Péter |                          |
| Nalu herceg          | Alessandro Juliani  | Markovics Tamás   |                          |
| Topáz                | Tabitha St. Germain | Hullan Zsuzsa     |                          |
| Rubint               | Scott McNeil        | Zámbori Soma      |                          |
| Varázslónő           | Nancy Sorel         | Orosz Anna        |                          |